# Internationaler Akkordeonwettbewerb Klingenthal
Der Internationale Akkordeonwettbewerb Klingenthal ist ein deutscher Musikwettbewerb für Akkordeonspieler, der jährlich in Klingenthal ausgetragen wird.

## Geschichte

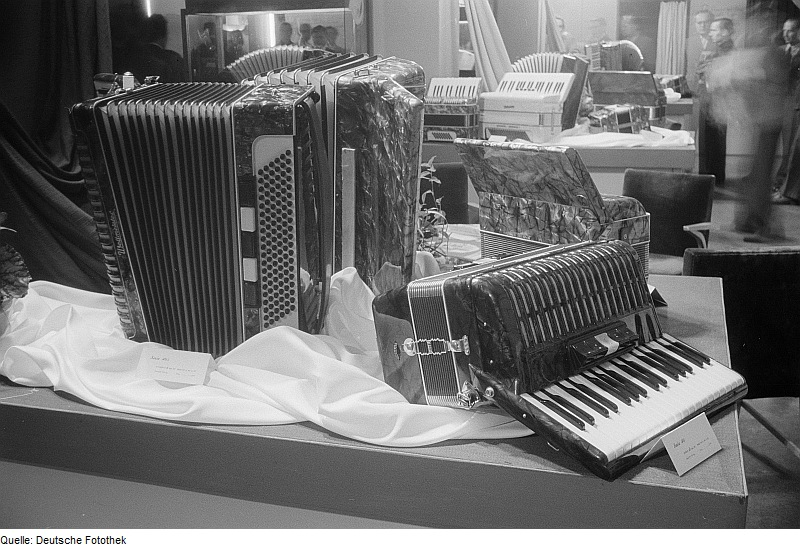
Instrumente der Weltmeister Akkordeon Manufaktur in Klingenthal

Seit 1948 gibt es in Klingenthal einen jährlichen Akkordeonwettbewerb, zunächst als Wettstreit für Akkordeonsolisten und Akkordeonduos bezeichnet. Er war Bestandteil der seit 1946 von den Klingenthaler Harmonikaherstellern organisierten Musiktage in Klingenthal. Unter den ersten Bewerbern befanden sich Namen wie Hans Boll, Helmut Reinbothe und Herbert Gerbeth.
Zunächst hatten die Akkordeonwettbewerbe nur lokale Bedeutung und spielten später innerhalb der DDR eine nationale Rolle.
Im Jahr 1963 begann mit Antolizey Zielinski und Lech Kolago aus Polen sowie Roger Verschelde aus Belgien die internationale Beteiligung, die sich aber zunächst hauptsächlich auf die sozialistischen Länder des Ostblocks bezog. 1970 beteiligten sich bereits Solisten aus 20 Ländern, und in den Jahren darauf erweiterte sich der Wettbewerb auf Europa, Asien und Übersee.
1991 wurde ein Kuratorium für sowohl die Förderung des Internationalen Akkordeonwettbewerbs Klingenthal als auch des Internationalen Instrumentalwettbewerbs Markneukirchen gegründet.
Die Internationalen Akkordeonwettbewerbe in Klingenthal beeinflussten musikliterarisch das internationale Akkordeonspiel maßgeblich. Sie gaben den meisten anderen Akkordeonwettbewerben inhaltliche und organisatorische Orientierung. Heute gehören sie zu den bedeutendsten Akkordeonwettbewerben der Welt. Preisträger in Klingenthal gewesen zu sein, war für viele meisterhafte Akkordeonisten der Anfang ihrer Karriere.
Ziel des Wettbewerbs ist auch die Vorstellung neuer Kompositionen für das Akkordeon. Im Laufe der Jahrzehnte entstand somit eine umfangreiche Sammlung von Originalkompositionen für das Akkordeon im konzertanten Bereich. Wie bereits in der Ausschreibung von 1952 gefordert, sind ein Pflichtstück, weiterhin Wahlstücke und „nach Möglichkeit Originalkompositionen“ bis heute grundlegende Anforderungen.

## Durchführung
Der Wettbewerb findet jährlich im Mai statt und ist offen für Solisten, Duos und Ensembles mit bis zu fünf Musikern. Das musikalische Profil reicht von Klassischer Musik bis zur Unterhaltung. Aktuell werden vom Förderverein für Internationale Akkordeonwettbewerbe in Klingenthal in acht Kategorien Geldpreise bis zu 1000 € vergeben. Der Wettbewerb wird begleitet von einem Rahmenprogramm mit bekannten Künstlern der Akkordeon- und Bandoneonszene.

## Kleine Tage der Harmonika
Klingenthal ist auch Gastgeber der Kleinen Tage der Harmonika, bei denen sich junge Akkordeonisten aus den Freistaaten Sachsen, Thüringen und Bayern, aus der Tschechischen Republik und unterschiedlichen Gastbundesländern treffen, um ihr Können zu demonstrieren und neben den Preisen auch Wettbewerbserfahrung zu gewinnen. Wie der Internationale Akkordeonwettbewerb trägt auch dieser regionale Wettbewerb für junge Akkordeonisten zum Ruf Klingenthals als Musikstadt bei.

## Weblink
- Website des Internationalen Akkordeonwettbewerbs Klingenthal